# Partido Pirata
Der Partido Pirata (Piratenpartei, kurz PIRATA) ist eine politische Partei in Spanien. Sie entstand nach dem Vorbild der schwedischen Piratpartiet im Rahmen der internationalen Bewegung der Piratenparteien und ist Mitglied des internationalen Dachverbands Pirate Parties International. Sie trat bei der Spanischen Parlamentswahl 2011 erstmals an.
Wie in Spanien üblich, bestehen in einzelnen Provinzen eigenständige Parteien. Dies sind die Piratenpartei Kataloniens (Pirates de Catalunya) sowie die Piratenpartei Galliziens (Piratas de Galicia).
Vorsitzender ist seit Anfang 2011 Ángel Vázquez Hernández (* 1968). Er folgte Carlos Ayala Vargas (* 1980), der dieses Amt seit der Parteigründung innehatte.

## Wahlen
Bei den Kommunalwahlen 2011 trat die Piratenpartei in Madrid und Málaga an und erreichte 0,3 % der Wählerstimmen. Bei der Spanischen Parlamentswahl 2011 am 20. November 2011 trat die Partei in den Provinzen Castellón, Navarra, Huesca und Teruel an und erreichte im Durchschnitt 0,4 % der Stimmen. Bei der zeitgleich stattfindenden Senatswahl erreichten die beiden Kandidaten der Partei 0,7 % bzw. 0,8 % der Stimmen. Zusätzlich traten in der autonomen Region Katalonien die Pirates des Catalunya an und erreichten 0,6 % bei der Abgeordnetenhauswahl und 1,2 % bei der Senatswahl.